# Еуклид
Еуклид (грч. Εὐκλείδης), познат и као Еуклид из Александрије да би се разликовао од Еуклида од Мегара, био је антички математичар познат по својим делима Елементи, Дата, Оптика и алгоритму за израчунавање највећег заједничког делиоца (НЗД) који је по њему назван Еуклидов алгоритам.
Еуклид се често назива оцем геометрије. Он је био активан у Александрији током владавине Птолемеја  (323–283. п. н. е.). Његови Елементи су један од најутицајнијих радова у историји математике. Служили су као главни уџбеник за наставу математике (посебно геометрије) од времена свог објављивања све до краја 19. или почетка 20. века. У Елементима, Еуклид је извео начела која се данас називају Еуклидовом геометријом из малог сета аксиома. Еуклид је исто тако написао радове о перспективама, конусним пресецима, сферној геометрији, теорији бројева, и ригору.
Еуклид је српска верзија грчког имена Εὐκλείδης, са значењем „реномиран, славан”.

## Биографија
Веома мало оригиналних референци о Еуклиду је сачувано, тако да се о његовом животу сасвим мало зна. Датум, место и околности његовог рођења и смрти су непознати и могу само бити грубо процењени у односу на друге особе које се помињу са њим. Он се ретко помиње по имену у радовима других грчких математичара од Архимеда (c. 287. п. н. е. – c. 212. п. н. е.) на овамо, и обично се помиње као "ὁ στοιχειώτης" („аутор Елемената”). Неколико историјских референци о Еуклиду је написано неколико векова након његовог доба у радовима Прокла c. 450. и Папоса од Александрије c. 320. Студирао је вероватно у Атини на Платоновој Академији где је геометрију научио од Еудокса и Теајтета. Краљ Птолемеј I (323—283. п. н. е.) позвао га је у новоосновану библиотеку у Александрији, где је радио и вероватно и подучавао. Међу његове ученике вероватно је спадао и Архимед. Поред основа геометрије посвећивао се и теорији бројева и перспективи, конусним пресецима и сферној геометрији. Његово главно дело су „Елементи“ (грч. Στοιχεῖα) у тринаест књига где почиње од постулата и аксиома у геометрији и долази до компликованијих конструкција све до тзв. Платонских тела. Елементи садрже и обједињују радове многих пређашњих математичара и филозофа свих доба који су се употребљавали 2000 година.
Прокле помиње Еуклида само кратко у његовом Коментару Елемената. Према Проклу, Еуклид је припадао Платоновој школи и написао је Елементе, који су базирани на ранијем раду неколико Платонових ученика (посебно Еудокса Книдског, Теаететуса и Филипа из Опунта.) Прокле сматра да Еуклид није био много млађи од њих, и да је он морао да живи током времена Птолемеја  пошто га је поменуо Архимед (287–212. п. н. е.). Мада је очигледно цитирање Еуклида од стране Архимеда оцењено као интерполација каснијих уредника његових дела, и даље се верује да је Еуклид написао своја дела пре него што су написани Архимедови радови.
Прокле касније препричава причу да, кад је Птолемеј  питао да ли постоји краћи пут ка учењу геометрије од Еуклидових Елемената, „Еуклид је одговорио да нема краљевског пута до геометрије”. Ова анегдота је упитна, јер је слична причи о којој се говори о Менехму и Александару Великом.
У јединој другој кључној референци о Еуклиду, Папос на кратко помиње у четвртом веку да је Аполоније „провео веома дуго време са ученицима Еуклида у Александрији, и да је током тог периода он стекао такву научну навику размишљања” c. 247–222. п. н. е.
Еуклидову детаљну биографију су дали арапски аутори, помињући на пример да је његово родно место Тир у Либану. Арапски извори наводе да је он по националности био Грк рођен у Тиру и да је живео у Дамаску током свог живота. Међутим, ове тврдње нису поткрепљене доказима.
Будући да је недостатак биографских информација необичан за овај период (опсежне биографије су доступне најзначајнијим грчким математичарима неколико векова пре и после Еуклида), неки истраживачи су предложили да Еуклид није заправо историјски карактер и да је његова дела написао тим математичара који су преузели име Еуклид из историјског карактера Еуклида од Мегара (упоредите са Бурбакијем). Међутим, ова хипотеза није добро прихваћена од стране научника и има мало доказа у њену корист.

## Рад
Написао је бројна дела, од којих нека нису сачувана и позната су само по наслову. Сачувана дела су:
- Елементи (геометрија као наука о простору) у 13 књига,
- Дата (о условима задавања неког математичког објекта),
- Оптика (са теоријом перспективе), и др.

У односу на друге научне области, геометрија је достигла завидан ниво око 300. п. н. е. појавом дела Елементи. Тада у математици геометрија доминира, па су и бројеви интерпретирани геометријски. Еуклид је покушао да излагање буде строго дедуктивно и управо због те доследности Елементи су вековима сматрани најсавршенијим математичким делом. Многе генерације математичара и других научника су учили из ове књиге како се логички закључује и ново повезује са раније утврђеним чињеницама. Касније су Елементи анализирани и допуњавани. Посебну пажњу су привлачили аксиоми и постулати. У овој књизи су садржана сва сазнања и открића до којих су дошли Еуклид и његови претходници и савременици у геометрији, теорији бројева и алгебри. Такође, доказане су и 464 теореме на начин који је и данас беспрекоран.

## Елементи
Иако су многи резултати у „Елементима” потекли од ранијих математичара, једно од Еуклидових достигнућа је било да их представи у једном, логички кохерентном оквиру, што олакшава употребу и поједностављује референцирање, укључујући систем ригорозних математичких доказа који остаје основа математике 23 века касније.
Еуклид се не помиње у најранијим преосталим примерцима „Елемента”, а већина копија наводи да су „из издања Теона” или „Теонових предавања”, док текст који се сматра примарним, и који се чува у Ватикану, не помиње аутора. Једина референца на коју се историчари ослањају да је Еуклид написао Елементе потиче од Прокла, који на кратко у свом Коментару Елемената приписује Еуклиду статус аутора.
Мада су најбоље познати због њихових геометријских резултата, Елементи такође обухватају теорију бројева. У њима се разматра веза између савршених бројева и Мерсенових простих бројева (позната као Еуклид–Ојлерова теорема), бескрајност простих бројева, Еуклидова лема о факторизацији (која доводи до фундаменталне теореме аритметике о јединствености факторизације простих бројева), и Еуклидов алгоритам за налажење највећег заједничког делиоца два броја.
Геометријски систем описан у Елементима је дуго био познат једноставно као геометрија, и био је сматран једином могућом геометријом. Данас се међутим овај систем често назива Еуклидовом геометријом да би се направила разлика од такозваних нееуклидских геометрија које су математичари открили у 19. веку.

## Други радови
Осим Елемената, бар пет Еуклидових радова је сачувано до данашњег дана. Они следе исту логичку структуру као и Елементи, са дефиницијама и доказаним пропозицијама.
- Подаци се баве природом и импликацијама дате информације у геометријским проблемима; тема је уско повезана са прве четири књиге Елемената.
- О дељењу фигура, која је само делимично сачувана у арапском преводу, бави се поделом геометријских фигура у два или више једнаких делова у датим односима. Овај рад је сличан раду Херона од Алелсандрије из првог века.
- Катоптрика, бави се математичком теоријом огледала, посебно слика формираних у равним и сферично конкавним огледалима. Атрибуција се сматра анакроничном, при чему Џ Џ О’Конор и Е Ф Робертсон сматрају да је Теон Александријски вероватно аутор.[26]
- Фаеномена, расправа о сферној астрономији, сачувана у грчком језику; је сасвим слична са радом О покретној сфери Аутолика из Питане, који је радио око 310. п. н. е.
- Оптика је најстарија сачувана грчка расправа о перспективи. У њеним дефиницијама Еуклид следи Платонску традицију да је вид узрокован дискретним зрацима који произилазе из ока. Једна од важнијих дефиниција је четврта: „Ствари које се виде под већим углом изгледају веће, а оне под мањим угла мање, док су оне под једнаким угловима једнаке.” У 36 пропозиција које следе, Еуклид повезује појавну величину објекта са његовим растојањем одока и истражује појавне облике цилиндара и купа кад се гледају из различитих углова. Пропозиција 45 је интересантна, по томе што доказује да за било које две неједнаке магнитуде, постоји тачка из које оне изгледају једнаке. Папос је сматрао да су ти резултати важни у астрономији и стога је уврстио Еуклидову Оптику, заједно са својим радом Феномени, у Малу астрономију, компендијум мањих радова који треба проучавати пре Синтаксиса (Алмагеста) аутора Клаудија Птолемеја.

### Изгубљени радови
Други радови који се веродостојно приписују Еуклиду су изгубљени.
- Коника је био рад о конусним пресецима који је касније проширио Аполоније од Pergе у свом познатом раду на ту тему. Могуће је да прве четири књиге Аполонијевог дела долазе директно од Еуклида. Према Папосу, „Аполоније је, завршивши Еуклидове четири књиге додао још четири, и издао осам томова о конусним пресецима.” Аполонови конусни пресеци су брзо заменили раније дело, и до времена Папоса, Еуклидов рад је већ био изгубљен.
- Могуће је да су Поризми били рад који је произашао из Еуклидовог дела о конусним пресецима, мада је тачно значење наслова контроверзно.
- Псеударија, или Књига о заблудама, је био елементарни текст о грешкама у расуђивању.
- Површинске тачке је рад који се бавио било локусима (сетовима тачака) на површини или жижама које су саме површине; под каснијом интерпретацијом, развијене су хипотезе по којима се рад можда бавио квадрираним површинама.
- Неколико радова о механици се приписују Еуклиду у арапским изворима. Рад О тешком и лаком садржи, девет дефиниција и пет пропозиција, Аристотелске појмове покретних тела и концепт специфичне гравитације. Рад О балансу третира теорију полуге у сличном Еуклидском маниру, и садржи једну дефиницију, два аксиома, и четири пропозиције. Трећи фрагмент, о круговима описаним крајевима покретне полуге, садржи четири пропозиције. Ови три дела допуњују једно друга на такав начин да је предложено да су остаци једне расправе о механици коју је написао Еуклид.